# (4309) Marvin
(4309) Marvin est un astéroïde de la ceinture principale.

## Description
(4309) Marvin est un astéroïde de la ceinture principale. Il fut découvert le 30 août 1978 à Harvard par l'observatoire de l'université Harvard. Il présente une orbite caractérisée par un demi-grand axe de 3,01 UA, une excentricité de 0,26 et une inclinaison de 1,6° par rapport à l'écliptique.

## Compléments